# SA 315 (航空機)
SA 315B ラマ
SA 315B ラマ
- 用途：汎用
- 分類：軽多目的ヘリコプター
- 設計者：シュド・アビアシオン
- 製造者：アエロスパシアル
- 運用者：フランス
- 初飛行：1969年3月17日

SA 315B ラマ（SA 315B Lama）は、高温と高地での運用に適合するようにアルエットIIの機体にアルエットIIIの部品を組み込んで開発されたフランスの単発ヘリコプターである。インドで現在も ライセンス生産されている。

## 設計と開発
SA 315Bは元々インド軍の'高温と高地'環境下での運用要求に合致するように設計され、アルエットIIIのアルトウステ エンジンとローターシステムを強化したアルエットIIの機体を組み合わせていた。SA 315Bは1969年3月17日に初飛行し1970年にはフランスの型式認定を受け、1971年7月に製造元がラマと命名した。
他のアルエット・シリーズと同様にSA 315Bは旅客輸送、農業業務などの様々な用途に使用され、軍用機版では連絡、観測、写真偵察、空中／洋上救難、輸送、負傷者搬送などに使用された。その性能からSA 315Bは山岳地帯での運用に特に適しており、1000 kg (2,205 lb)までの荷物を吊り下げることができた。

## 運用の歴史
SA 315Bは高高度性能を重要視して設計され、1969年のヒマラヤでのデモンストレーション飛行の最中に2名の搭乗員と120 kgの燃料を搭載して記録された最高高度の7500m (24,605ft)で離着陸をしてみせた。1972年6月21日には操縦士1名が搭乗して12,440m (40,814ft)というヘリコプターが到達した絶対高度記録を樹立した。

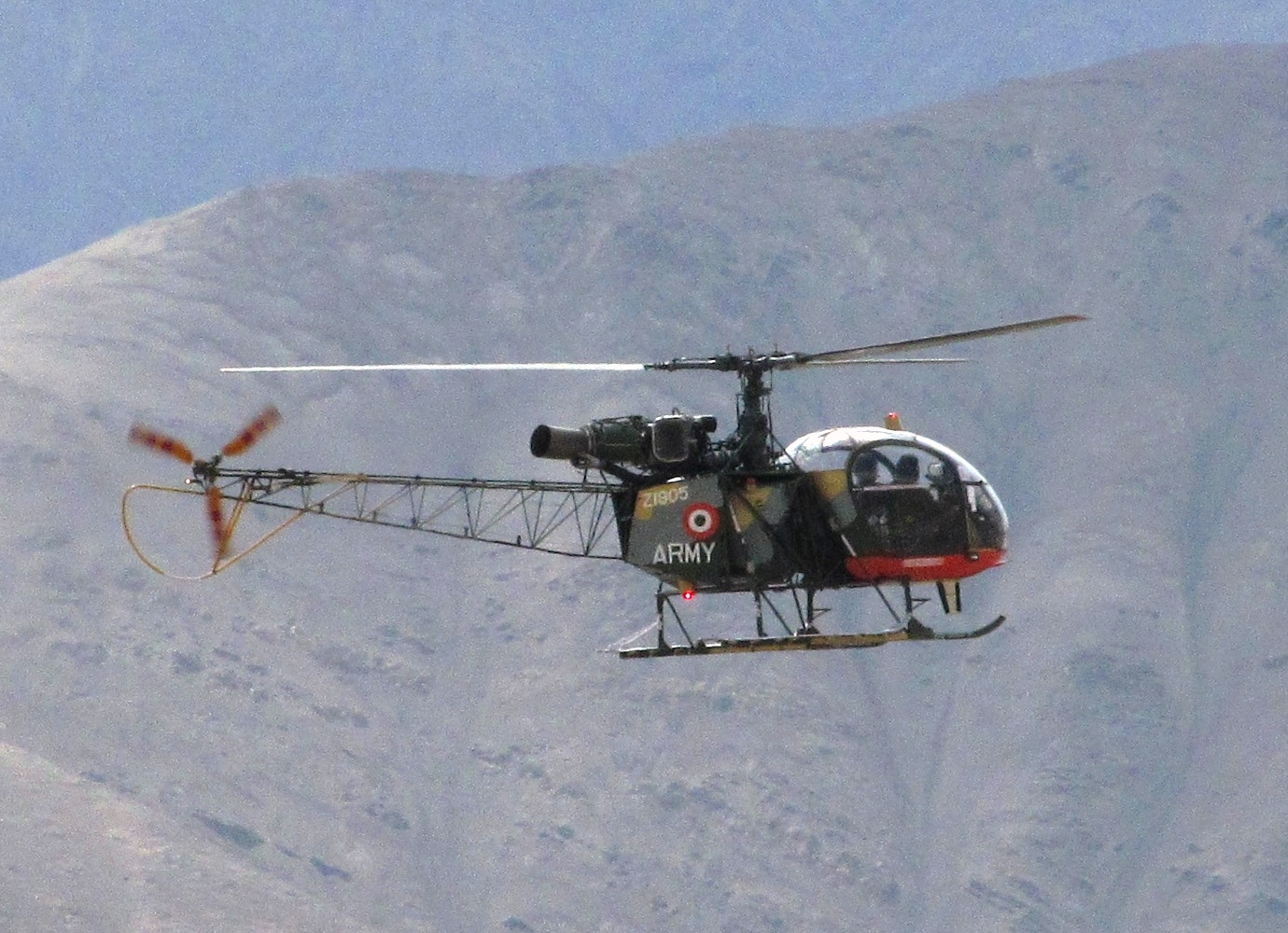
インド陸軍のチーター

この記録により実証された性能でSA 315Bはインド軍からの発注を受け、1971年中にインド、バンガロールのヒンドスタン航空機（HAL）でSA 315Bのライセンス生産が承認された。インドで組み立てられた最初のSA 315Bは1972年10月6日に初飛行し、1973年12月から納入が開始された。HALで生産されたラマはチーター（Cheetah）と名付けられた。エンジンを強化した発展型チータル（Cheetal）も製造している。しかし老朽化とそれに伴う一連の事故（西ベンガル州の墜落事故で3人の飛行士が死亡）を受け、陸軍と空軍は2015年12月にChetakを含む280機の軽量ヘリコプターを地上待機とした。そして2016年1月にはこれらの退役が決定、これにより段階的に廃止しドゥルーブとKa-226Tによって代替される予定である。
1978年にブラジルのヘリブラス社（Helibras）がブラジルでラマを組み立てる契約が合意に至った。ブラジル製のラマはガヴィオン（Gavião／ポルトガル語で『鷹』）と名付けられ、ボリビアにも輸出された。
日本では東邦航空やアカギヘリコプターなどが運航していた。2018年夏に日本最後のラマとなったアカギヘリコプターの機体が退役した。

## 派生型
SA 315B ラマ
SE.3150から派生。高高度での運用を考慮し650kW (870shp)のチュルボメカ アルトウステ IIIB ターボシャフト エンジンを410kW (550shp)に減格して使用。この機の派生型は1972年以来全てのヘリコプターによる到達高度記録（12,442 m）を今なお保持している。
HAL チーター（Cheetah）
インドでライセンス生産されたSA 315B ラマ
HAL ランサー（Lancer）
改良、近代化されたチーター
HB 315B ガヴィアオ（Gaviao）
ブラジルでライセンス生産されたSA 315B ラマ
HAL チータル（Cheetal）
エンジンをTM 333-2M2に変更し出力を強化したチーター。

## 運用
アンゴラ
- アンゴラ人民航空軍：2機のラマが就役中[5]

 アルゼンチン
- アルゼンチン空軍

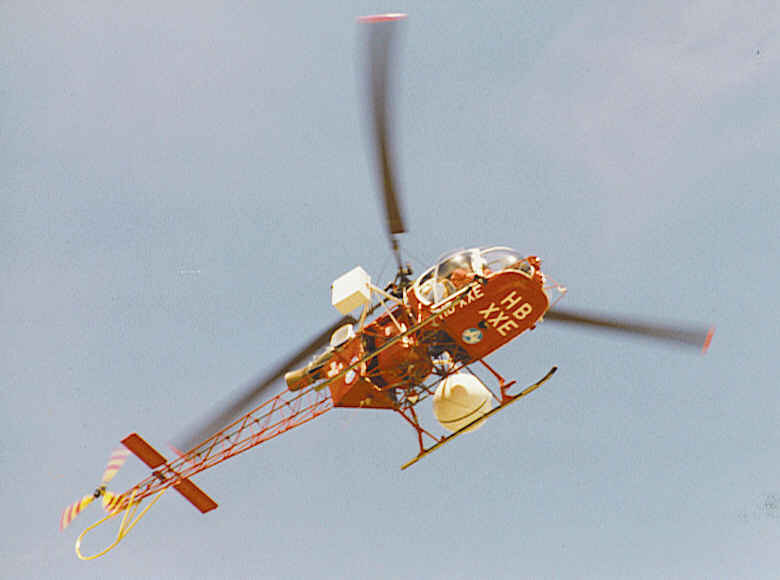
スイスで運用される1990年製のラマ

  - Grupo Aéreo 4, III Escuadrón de Búsqueda y Rescate y Tareas Especiales[6]：アンデスの捜索救難機として1機のラマが就役中[7]
- アルゼンチン陸軍
  - Sección de Aviación de Ejército de Montaña No 8[6]：アンデスの捜索救難機として2機のラマが就役中[7]

 ボリビア
- ボリビア空軍
  - Grupo Aéreo de Búsqueda y Salvamento 51, Escuadrón 511[8]：2機のラマと3機のガヴィアオが就役中[9]

 チリ
- チリ陸軍
  - Regimiento de Aviación Nº1, Batallón de Exploración y Reconocimiento[10]：退役
- チリ空軍
  - Grupo de Aviación N°2, Fuerza Aérea de Chile：退役

 エクアドル
- エクアドル陸軍 - 2024年時点で、2機のSA315Bを保有[11]。
  - Brigada de Aviación No.15[12]

 インド
- インド空軍[13] - 2024年時点で、59機のチーターを保有[14]。
  - 17 Wing, 114HU
  - 28 Wing, 131FAC Flt
  - 39 Wing, 132FAC Flt
  - HTS[15]
- インド陸軍：48機のチーターが就役中[15]

 モロッコ
- モロッコ憲兵 飛行隊：2007年9月現在、2機のラマが就役中[16]

 ネパール
- ネパール陸軍 - 2023年時点で、1機のSA315B、2機のランサーを保有している[17]。

 パキスタン
- パキスタン陸軍
  - 8AAsq[18]：15機が就役中[19]

 トーゴ
- トーゴ空軍：2機のラマが就役中[20]

## 要目
（SA 315B）
- 定員：乗員1 名
- 搭載量：乗客4名
- 全長：10.26 m (33 ft 8 in)
- 全高：3.09 m (10 ft 2 in)
- 主ローター直径：11.02 m (36 ft 2 in)
- 主ローター旋回面積：95.38 m² (1,026 ft²)
- 空虚重量：1,021 kg (2,251 lb)
- 全備重量：2,300 kg (5,070 lb)
- エンジン：1 × チュルボメカ アルトウステ IIIB ターボシャフトエンジン、 649kW (970hp) を410 kW (550 hp)に減格
- 最高速度：120 km/h=M0.10 (75 mph)
- 巡航高度：3,000 m (9,840 ft)
- 航続距離：
- 上昇率：4 m/s (768 ft/min)